# Utrechtse Fabriek van Zilverwerken

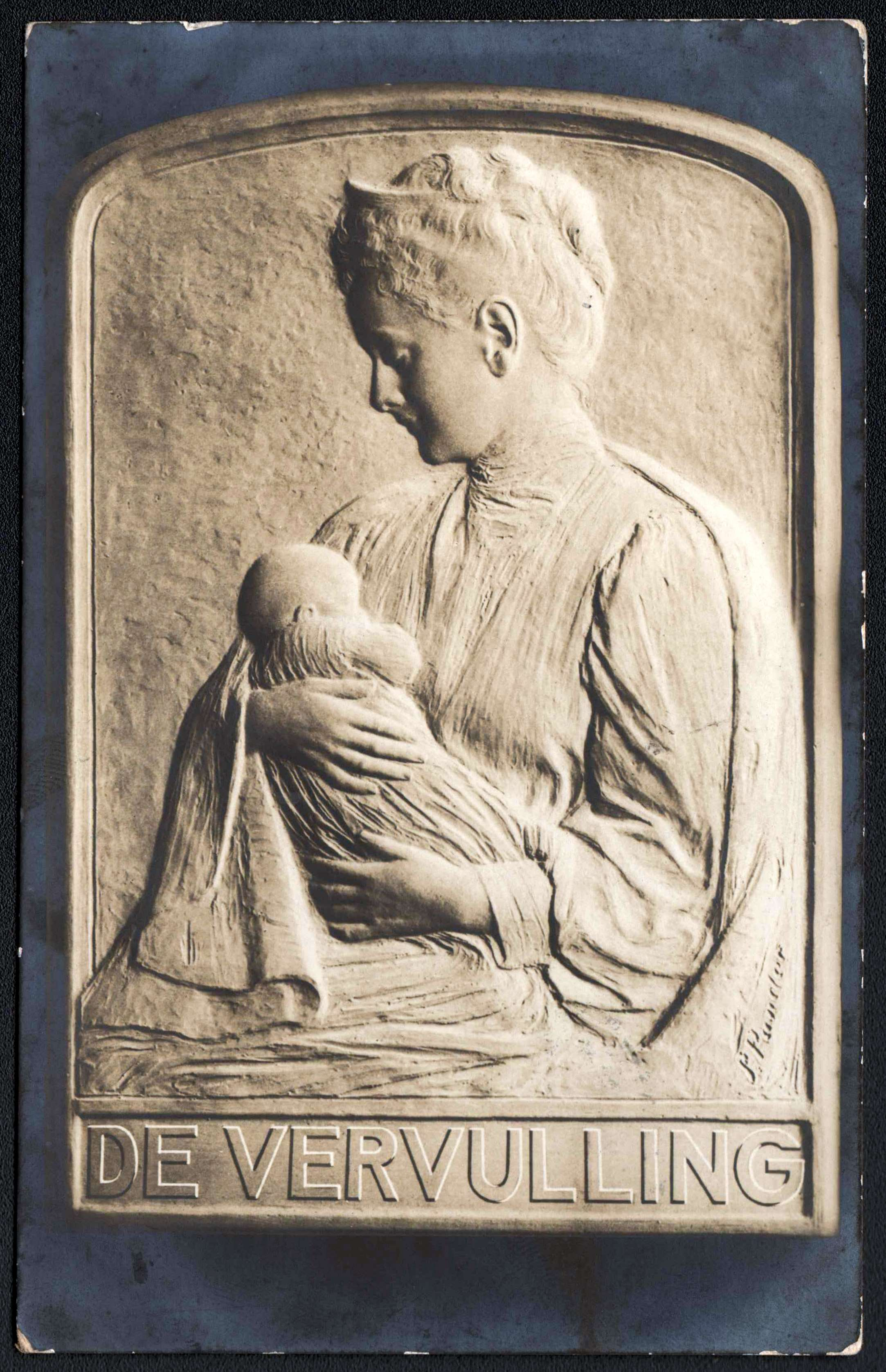
reliëf

De Koninklijke Utrechtse Fabriek van Zilverwerken was een Nederlands bedrijf, dat zich toelegde op de edelsmeedkunst. Het was gevestigd te Utrecht en fuseerde in 1919 met J.M. van Kempen & Zonen te Voorschoten. Het bedrijf leeft voort in de Koninklijke Van Kempen & Begeer.

## Geschiedenis
In 1866 werd G.F.J. Bauer, de stichter van de Utrechtse fabriek van Zilverwerken, opgevolgd door de uit Gouda afkomstige Carel Joseph Begeer (1840-1879), een telg uit een geslacht van pijpmakers. Carel Joseph overleed op jonge leeftijd en werd als directeur opgevolgd door zijn jongere broer Anthonie Begeer (1856-1910), die daarvoor hulp-stempelsnijder van de Rijksmunt te Utrecht was.
Antonie trouwde op 6 april 1881 te Utrecht met Margje Johanna Straver, de weduwe van zijn broer.
Hun zoon Carel Joseph Anton Begeer (1883-1956) volgde in 1910 zijn vader op als directeur van de onderneming, nadat hij in 1904 al was aangesteld als artistiek leider en in 1908 mede-vennoot was geworden.
In 1919 fuseerde het bedrijf met J.M. van Kempen & Zonen tot de Koninklijke Nederlandsche Edelmetaal Bedrijven Van Kempen, Begeer en Vos (K.N.E.B.). Dit bedrijf, gevestigd te Voorschoten, werd in 1925 gereorganiseerd. C.J.A. Begeer en D. Vos vormden de nieuwe hoofddirectie, A.E. van Kempen verliet het bedrijf en werd directeur van de Zeistse concurrent Gerritsen, vanaf die tijd Gerritsen en Van Kempen genoemd. In 1960 fuseerden de beide concurrerende bedrijven weer tot de Koninklijke Van Kempen & Begeer, vanaf 1985 gevestigd te Zoetermeer.
Reeds voor 1919, in de Utrechtse periode, betrok Carel Joseph Anton Begeer kunstenaars als ontwerper bij de fabriek, waaronder Chris van der Hoef, Jan Eisenloeffel, Gerrit Rietveld en Erich Wichmann.